# Benacazón
Benacazón település Spanyolországban, Sevilla tartományban. Benacazón Aznalcázar, Pilas, Huévar del Aljarafe, Sanlúcar la Mayor, Umbrete és Bollullos de la Mitación községekkel határos. Lakosainak száma 7358 fő (2024).

## Népesség
A település népessége az elmúlt években az alábbi módon változott:
| Lakosok száma | 5055 | 5578 | 6089 | 6431 | 6985 | 7214 | 7167 | 7241 | 7299 | 7358 |
|               | 2001 | 2004 | 2007 | 2009 | 2012 | 2014 | 2017 | 2019 | 2022 | 2024 |